# Krajowe Eliminacje do Konkursu Piosenki Eurowizji 2003
Krajowe Eliminacje do Konkursu Piosenki Eurowizji 2003 – polskie selekcje do 48. Konkursu Piosenki Eurowizji, który odbył się w Rydze. Finał eliminacji odbył się 25 stycznia 2003 w Studiu 5 w siedzibie TVP przy ul. Woronicza 17 w Warszawie.
Zwycięzcą selekcji został zespół Ich Troje z utworem „Keine Grenzen – Żadnych granic”.

## Geneza organizacji konkursu
Telewizja Polska postanowiła wrócić do udziału w Konkursie Piosenki Eurowizji po rocznej przerwie spowodowanej ówczesnymi zasadami konkursu – w konkursie w 2002 nie mogły startować kraje, które zajęły pięć ostatnich miejsc w finale Eurowizji 2001. Taka sytuacja spotkała Polskę już dwa lata wcześniej, w 2000 roku. Chcąc uniknąć kolejnego niepowodzenia w konkursie, TVP zdecydowała się na zorganizowanie krajowych selekcji, oddając możliwość wyboru reprezentanta telewidzom.

## Przebieg konkursu

### Czas i miejsce konkursu
Polskie selekcje do 48. Konkursu Piosenki Eurowizji odbyły się 25 stycznia 2003 w Warszawie. Koncert transmitowany był na antenie TVP1 od godziny 20:05. Wcześniej przez cały miesiąc prezentowano utwory konkursowe w TVP Polonia oraz Radiu Eska.

### Zgłaszanie utworów

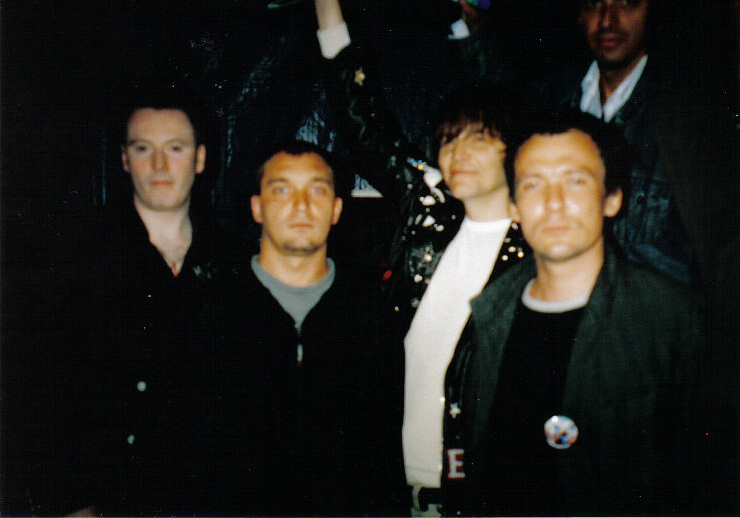
Wilki – zdobywcy 2. miejsca w finale polskich selekcji do Konkursu Piosenki Eurowizji

Wszystkie nadesłane propozycje musiały spełniać warunki regulaminu konkursu: musiały posiadać tekst w języku polskim lub angielskim oraz trwać nie dłużej niż trzy minuty. Wykonawcy deklarowali ponadto wykonanie utworu podczas preselekcji z półplaybacku. O możliwość reprezentowania kraju w Konkursie Piosenki Eurowizji ubiegało się wielu znanych i cieszących się popularnością wokalistów i zespołów. Ostatecznie nadesłano 43 kompozycji, z czego komisja sędziowska wybrała do finału 15 z nich. W skład jury weszli: Janusz Kosiński, Zygmunt Kukla, Leszek Kumański, Marek Sierocki, Hirek Wrona oraz Piotr Klatt. Ostatecznie do stawki konkursowej zakwalifikowali się:
1. Georgina Tarasiuk („Pierwszy raz”),
2. Zdobywcy Pewnych Oskarów („Pia”),
3. Gosia Orczyk („Remember”),
4. Stachursky („Tam gdzie ty”),
5. Varius Manx („Sonny”),
6. Wilki („Here I Am”),
7. Bracia („Missing Every Moment”),
8. Ich Troje („Keine Grenzen – Żadnych granic”),
9. Ocean Front („Zakochany”),
10. IRA („Femme Fatale”),
11. Magda Femme & Spotlight („I Believe in You”),
12. Blue Café („You May Be in Love”),
13. Adieu & Krzysztof Antkowiak („Time”),
14. Ha-Dwa-O! („Tylko bądź”),
15. Jan Benedek („Here Comes Your Time”).

### Dyskwalifikacje
Tuż po ogłoszeniu listy piosenek zakwalifikowanych do konkursu okazało się, że doszło do naruszenia regulaminu przez jedną z uczestniczek. Georgina Tarasiuk została bowiem dopuszczona do udziału w eliminacjach mimo nieregulaminowego wieku (miała 13 lat), a regulamin Konkursu Piosenki Eurowizji stanowi, że startować mogą w nim wykonawcy, którzy ukończyli 16. rok życia najpóźniej w dniu koncertu finałowego. Po dyskwalifikacji uczestniczki liczba finalistów została zredukowana do 14.

### Ustalenie kolejności występów
Zdecydowano, że uczestnicy będą prezentować swoje utwory w kolejności alfabetycznej. Pierwszą propozycję podczas krajowych preselekcji zaprezentował zespół Adieu wraz z Krzysztofem Antkowiakiem, a stawkę konkursową zamykali Zdobywcy Pewnych Oskarów z utworem „Pia”.

### Prowadzący
Polskie selekcje do Konkursu Piosenki Eurowizji poprowadził Artur Orzech, który odczytał m.in. oficjalne wyniki konkursu.

### Kontrowersje

#### Niemieckie preselekcje Ich Troje
Jeszcze przed ogłoszeniem wyników polskich eliminacji pojawiły się zarzuty skierowane w stosunku do zespołu Ich Troje, jakoby bardziej zależało im na reprezentowaniu Niemiec w Konkursie Piosenki Eurowizji. 7 marca zespół (pod skróconą nazwą Troje) wystąpił w Kilonii w niemieckich selekcjach do Eurowizji 2003 z utworem „Liebe Macht Spaß”, z którym zajął ostatecznie szóste miejsce. Do awansu do ścisłego finału zabrakło grupie ok. 2 tys. głosów. Michał Wiśniewski stwierdził, że „w Niemczech walczyli o to, by 24 maja w Rydze usłyszeć: Od Niemiec dla Polski 12 punktów!”. Wcześniej przyznał: Niemcy chcą naszego występu. Nie wiemy, czy Polska chce mieć nas za reprezentanta.

#### Błędny system zliczania głosów
Podczas odczytywania oficjalnych wyników Artur Orzech ogłosił, iż oddano niemal 35 tys. smsów. Po finale ujawniono, że zawiódł system komputerowy zliczający głosy obsługiwany przez firmę Matrix, ponieważ nie był on przygotowany do otrzymania dużej liczby sms-ów. Producenci zdecydowali więc, że ogłoszone zostaną cząstkowe wyniki na podstawie głosów, które spłynęły w czasie transmisji konkursu. Rzekoma liczba 35 tys. przybyłych głosów była jednak zawyżona, a podczas transmisji oddano w rzeczywistości 27 049 sms-ów. Pierwsze miejsce zajął zespół Ich Troje (13 249 głosów, ok. 38,1% wszystkich oddanych sms-ów), wyprzedzając zespół Wilki (9 219 głosów, ok. 26,5% całości) i formację Blue Café (4 581 głosów, ok. 13,2% całości), jednego z faworytów eliminacji. W efekcie głosy publiczności docierały do TVP jeszcze dwa dni po konkursie, a łączna ich suma wyniosła ok. 300 tys.. Nie zmieniło to ostatecznych wyników, jednak zmniejszyło do 3% przewagę zwycięzców nad zdobywcami drugiego miejsca.

## Wyniki

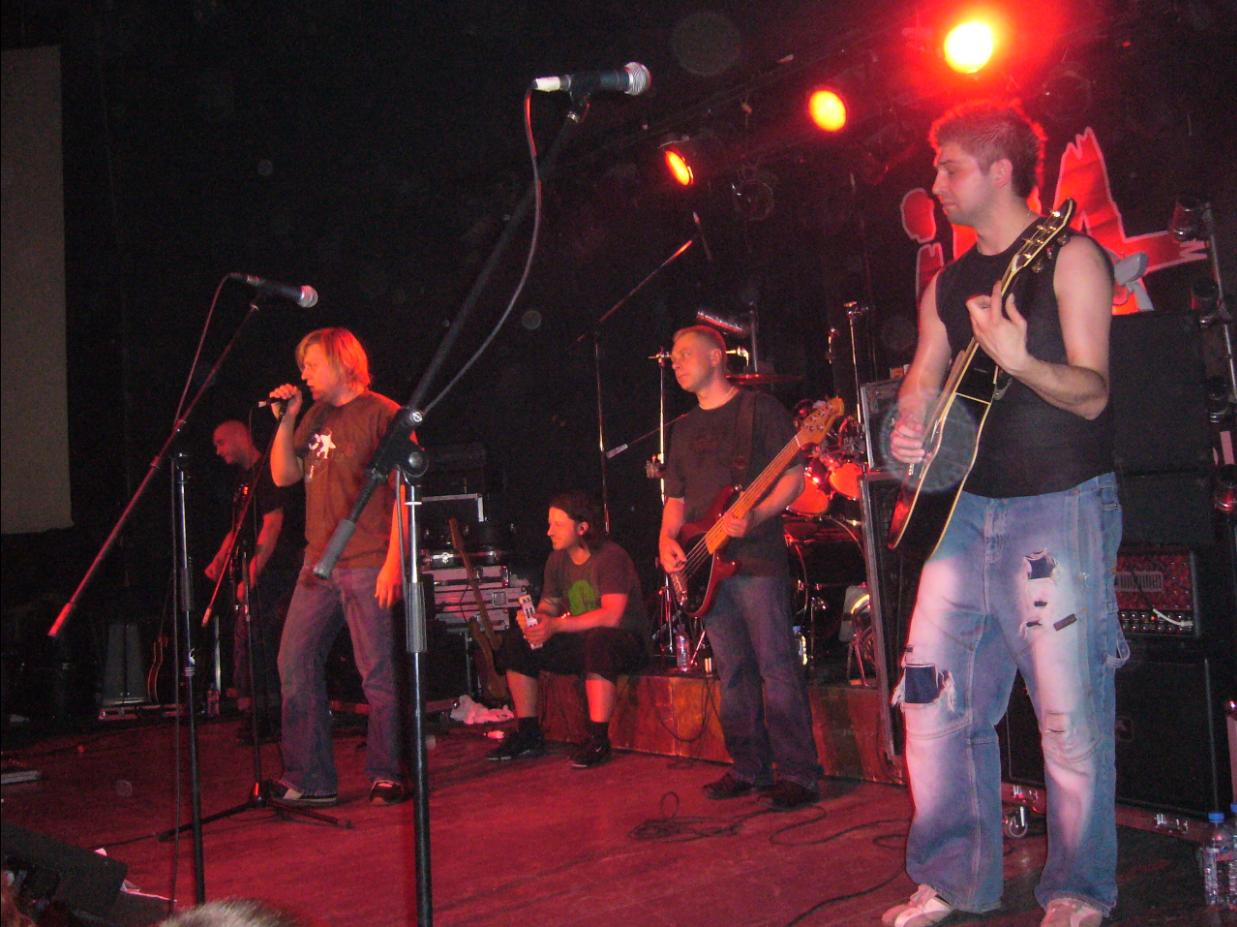
IRA – uczestnik polskich preselekcji do Konkursu Piosenki Eurowizji, wykonał utwór „Femme Fatale”

Po występie wszystkich 14 uczestników uruchomione zostały numery audiotele i SMS, pod które telewidzowie mogli wysyłać swoje głosy. Każdemu uczestnikowi przypisano literę alfabetu (od A do N), którą należało wpisać w treści wiadomości tekstowej. Numery aktywne były przez 15 minut, po upływie tego czasu wyniki zostały zliczone i publicznie zaprezentowane. 
| L.p. | Wykonawca                   | Piosenka                         | Język                       | Wynik |
| ---- | --------------------------- | -------------------------------- | --------------------------- | ----- |
| 1    | Adieu & Krzysztof Antkowiak | „Time”                           | angielski                   |       |
| 2    | Jan Benedek                 | „Here Comes Your Time”           | angielski                   |       |
| 3    | Blue Café                   | „You May Be in Love”             | angielski                   | 3.    |
| 4    | Bracia                      | „Missing Every Moment”           | angielski                   |       |
| 5    | Magda Femme & Spotlight     | „I Believe in You”               | angielski                   |       |
| 6    | Gosia Orczyk                | „Remember”                       | angielski                   |       |
| 7    | Ha-Dwa-O!                   | „Tylko bądź”                     | polski                      |       |
| 8    | Ich Troje                   | „Keine Grenzen – Żadnych granic” | polski, niemiecki, rosyjski | 1.    |
| 9    | IRA                         | „Femme Fatale”                   | angielski                   |       |
| 10   | Ocean Front                 | „Zakochany”                      | polski                      |       |
| 11   | Stachursky                  | „Tam gdzie ty”                   | polski                      |       |
| 12   | Varius Manx                 | „Sonny”                          | angielski                   |       |
| 13   | Wilki                       | „Here I Am”                      | angielski                   | 2.    |
| 14   | Zdobywcy Pewnych Oskarów    | „Pia”                            | polski                      |       |

Zwycięzcą krajowych eliminacji został zespół Ich Troje z utworem „Keine Grenzen – Żadnych granic”, na który telewidzowie oddali 31,8% wszystkich głosów. Drugie miejsce zajął zespół Wilki, otrzymując 29,2% głosów, a trzecie – grupa Blue Café, na którą oddano 17,1% głosów. Telewizja Polska nigdy nie podała całościowych wyników preselekcji. 

## Oddźwięk w mediach
Pierwsza edycja konkursu preselekcyjnego spotkała się z pozytywnym odbiorem w mediach, które chwaliły m.in. różnorodność występów oraz wysoki poziom organizacji. Dzięki udziałowi w selekcjach, wielu uczestników zdobyło swoją późniejszą popularność, m.in. Ha-Dwa-O!, Blue Café czy Magda Femme.
Po ogłoszeniu wyników narodowych eliminacji dziennikarz „Gazety Wyborczej” Robert Leszczyński skrytykował wybór zespołu Ich Troje, twierdząc, że „Polskę będzie reprezentował zespół, który uchodzi u nas za synonim muzycznej tandety”. Porównał także poziom wykonywanego przez grupę utworu do Harlequina oraz „jelenia na rykowisku”. Zadał również pytanie retoryczne, czy „powinniśmy w europejskim konkursie pokazywać piosenki będące popularnymi w Polsce, czy dobrymi”. Serwis „Muzyka” portalu Wirtualna Polska poinformował, iż sukces tercetu podzielił fanów muzyki w kraju. Podawano w wątpliwość wartość artystyczną utworu, ogólną opinię o zespole oraz zliczający głosy widzów system komputerowy, który okazał się ostatecznie wadliwy i nieprzystosowany do otrzymania dużej liczby sms-ów.
O organizacji selekcji bądź wynikach konkursu informowały największe polskie serwisy internetowe, m.in. onet.pl, interia.pl, wp.pl. Informacje o konkursie podawane były także m.in. przez „Gazetę Wyborczą” oraz „Wprost”.

## Oglądalność
Finał krajowych eliminacji obejrzało prawie 7,27 mln telewidzów, co dało stacji wynik ok. 48% udziału na rynku tego dnia.